# Cartes de privilegi anglosaxones

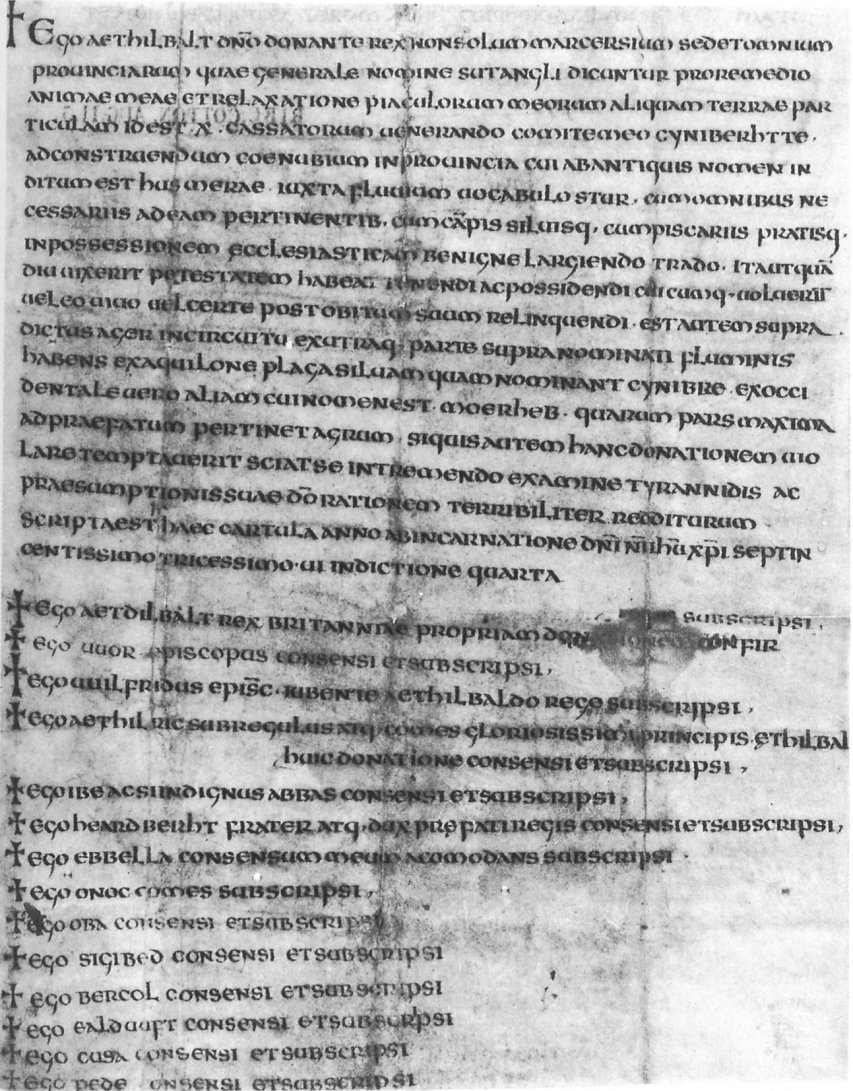
Carta del rei Æthelbald de Mercia de 736

Les Cartes de privilegi anglosaxones són documents del primer període medieval a Bretanya que normalment feien una concessió d'un terrirori o documentaven un privilegi. Van ser majoritàriament escrites sobre pergamí en llatí, tot i que tenien capítols en llengua venàcula, fent una descripció dels límits de propietat, que sovint corresponen aproximadament als límits de les actuals parròquies. Les cartes més antigues conservades van ser escrites a la dècada dels anys 670, i concedien territoris a l'Església. Entre les que es conserven datades a partir del segle viii comencen a aparèixer documents de concessions a laics.
El terme carta inclou diversos tipus de documents legals entre els quals s'inclouen diplomes, escriptures i voluntats. Un diploma és una carta reial —que és una concessió de drets sobre un territori o altres privilegis concedits pel rei— mentre una escriptura és una instrucció (o prohibició) del rei que conté una declaració de drets o privilegis. L'escriptura s'autentificava amb un segell i va anar substituint gradualment el diploma com a prova de la possessió d'un terrirori durant les darreres èpoques dels períodes anglosaxó i normand. La possessió d'un territori gràcies a una carta es coneixia com a bookland.
Les cartes proporcionen fonts documentals fonamentals per entendre l'Anglaterra anglosaxona, complementant la Crònica anglosaxona i altres fonts literàries. Han estat catalogades a la "Llista d'anotacions" de Peter Sawyer, i normalment s'hi fa referència pel seu número de Sawyer (p. ex. S407).

## Autenticitat dels vestigis
La carta de privilegis anglosaxona pot tenir diversos formats: pot ser un contracte d'arrendament, (presentat a vegades com a xirògraf), voluntat, acord, escriptura, o, normalment, com a concessió d'un territori. La visió dels estudis està bàsicament centrada en els documents sobre territoris, principalment de l'època més antiga (tot i que s'ha d'admetre que l'aparició de les voluntats i els xirògrafs també van aportar molt al desenvolupament posterior). Les cartes territorials es poden subdividir també en cartes reials, o diplomes, i en cartes privades (donacions d'altres personatges diferents del rei). Avui es conserven més de 1.000 cartes de privilegi anglosaxones, gràcies als arxius dels edificis religiosos. Aquests edificis van conservar cartes per donar fe dels seus drets sobre el territori. Algunes de les cartes que es conserven són còpies posteriors, algunes vegades amb interpolacions. A vegades, les cartes de privilegi anglosaxones es van fer servir en disputes legals i, gràcies al registre del seu contingut durant aquest procés legal, s'ha pogut conèixer què deien aquests textos que originalment eren en documents que avui s'han perdut. Malauradament, aquesta pràctica va servir perquè a vegades hi hagués falsificacions de cartes d'aquest tipus, més sovint que no pas en cartes de llocs religiosos. En total, hi ha unes 200 cartes originals, i la resta són còpies posteriors a la conquesta, fetes sovint pels compiladors de cartularis (col·leccions de títols de propietat) o per antiquaris de l'edat moderna.
El fet que aquestes cartes fossin registres de possessió de territoris va generar també que hi hagués nombroses falsificacions. Per això és important quan s'estudien aquestes cartes establir-ne la seva autenticitat. El primer motiu de falsificació d'una carta era el de proporcionar proves dels drets sobre un territori. Tot i que a vegades les falsificacions es van centrar a generar proves escrites de les propietats registrades com a possessions de l'església al Domesday Book.

## Diplomes
La major part de les cartes conservades són diplomes, o cartes reials concedint privilegis i drets, normalment sobre un territori. El diploma típic tenia tres parts. La primera, normalment en llatí, registrava la transacció invocant la còlera de Déu sobre qui la incomplís - l'anatema. La segona, sovint escrita en anglès antic, descrivia els límits del territori. La tercera part era una llista de testimonis - normalment gent poderosa de la cort del rei, tant laics com religiosos.
El tipus de llenguatge del diploma era explícitament religiós en la seva major part - expressant que la concessió era feta en benefici de l'ànima de qui feia aquesta concessió o amenaçant amb l'excomunió pels que incomplissin la carta. Moltes de les primeres cartes van ser en realitat concessions anticipades sobre la fundació d'un monestir. De totes maneres, el document tenia un propòsit molt secular - documentar la possessió legal d'un territori i alliberar-lo d'alguns deures que l'haurien afectat.

## Significació històrica
Els historiadors fan servir les cartes com a fonts documentals sobre la història de l'Anglaterra anglosaxona. Sovint eren de reis que concedien territoris amb aquestes cartes. Observant quin territori es concedia és possible determinar l'extensió sota control d'un rei, i com exercia el poder en aquella regió. Per exemple, el rei Æthelwulf de Wessex va concedir terres a Devon amb una carta l'any 846, potser dividint els territoris conquerits recentment entre els seus homes.
Les cartes aporten llistes de persones que feien de testimonis d'aquell document i, per tant, és possible veure qui era present a la cort del rei. Per exemple, podem observar que diversos reis gal·lesos, incloent Hywel Dda, eren presents a la cort d'Etelstan de Wessex a l'inici del segle x. L'absència d'una persona a la cort també pot ser igualment reveladora; Wulfstan I, Arquebisbe de York entre 931 i 956 no va fer de testimoni a cap carta reial entre els anys 936 i 941, durant l'època en què hi va haver la batalla de Brunanburgh entre Athelstan i una aliança del rei de Dublín, Óláfr Guðrøðsson i el rei escocès, Constantí II. Wulfstan era més aviat de ment oberta, i podem associar la seva absència de la cort de Wessex probablement a la participació en la batalla de Brunanburgh i la seva posterior activitat com una persona molt influent a York. També és possible traçar la carrera d'algú a la cort a partir de la seva posició a les llistes de testimonis, com per exemple el cas d'Eadric Streona a la cort d'Etelred l'Indecís a inicis del segle xi.
Les "càrregues" dels propietaris dels territoris respecte al rei, com el fet de proveir soldats, recursos i personal, eren sovint alleugerides a les cartes. Això dona l'oportunitat d'examinar les estructures socials durant l'època anglosaxona.
L'any 1966 es va crear un comitè conjunt de l'Acadèmia Britànica i la Societat Històrica Reial per supervisar una edició definitiva de tot el corpus de cartes anglosaxones, en principi en uns 30 volums. El Professor Nicholas Brooks és el president de la comissió i el Professor Simon Keynes n'és el secretari. L'any 2005 s'havien editat onze volums.